# 靄

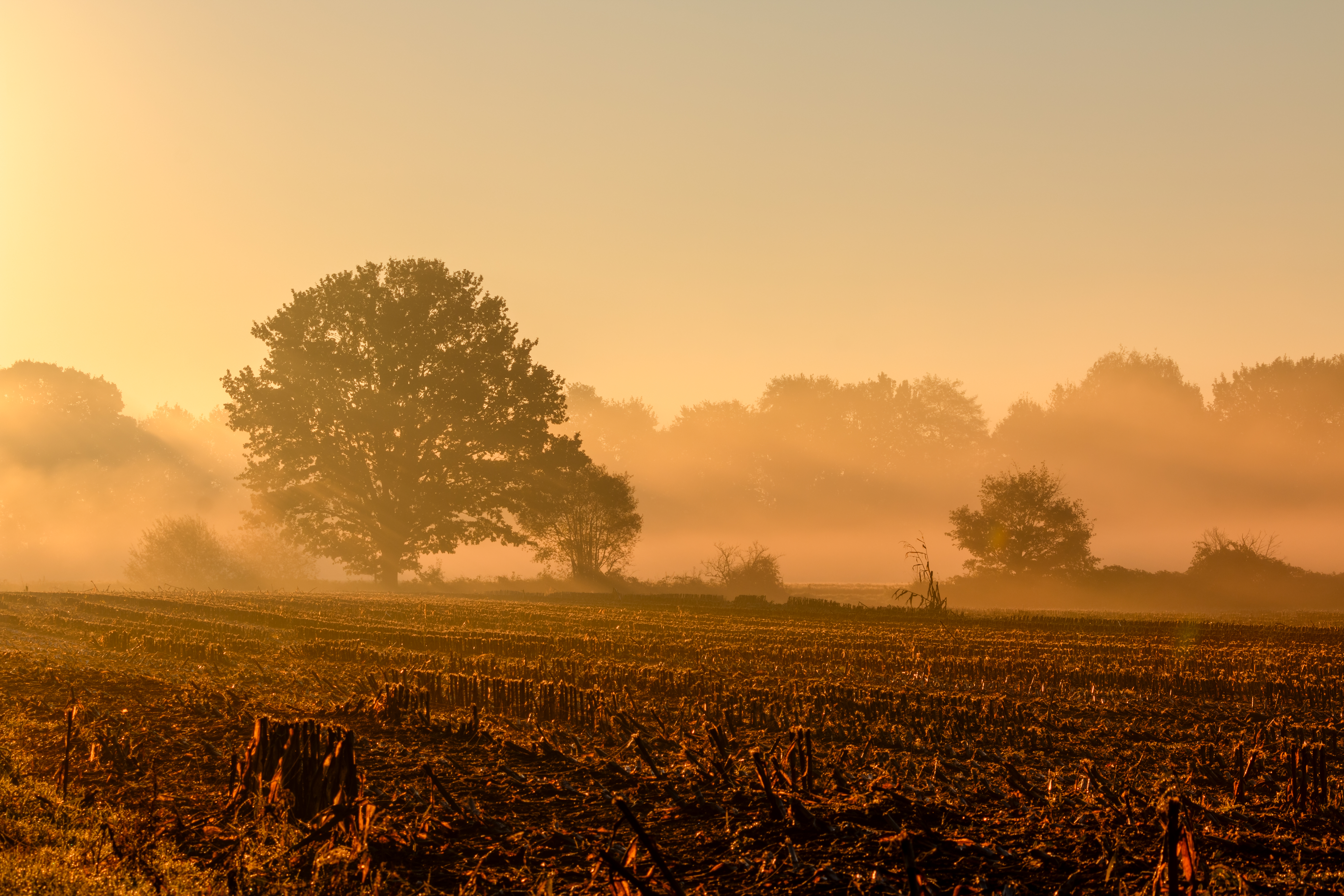
朝日の中の朝靄に遠くの木々が霞む

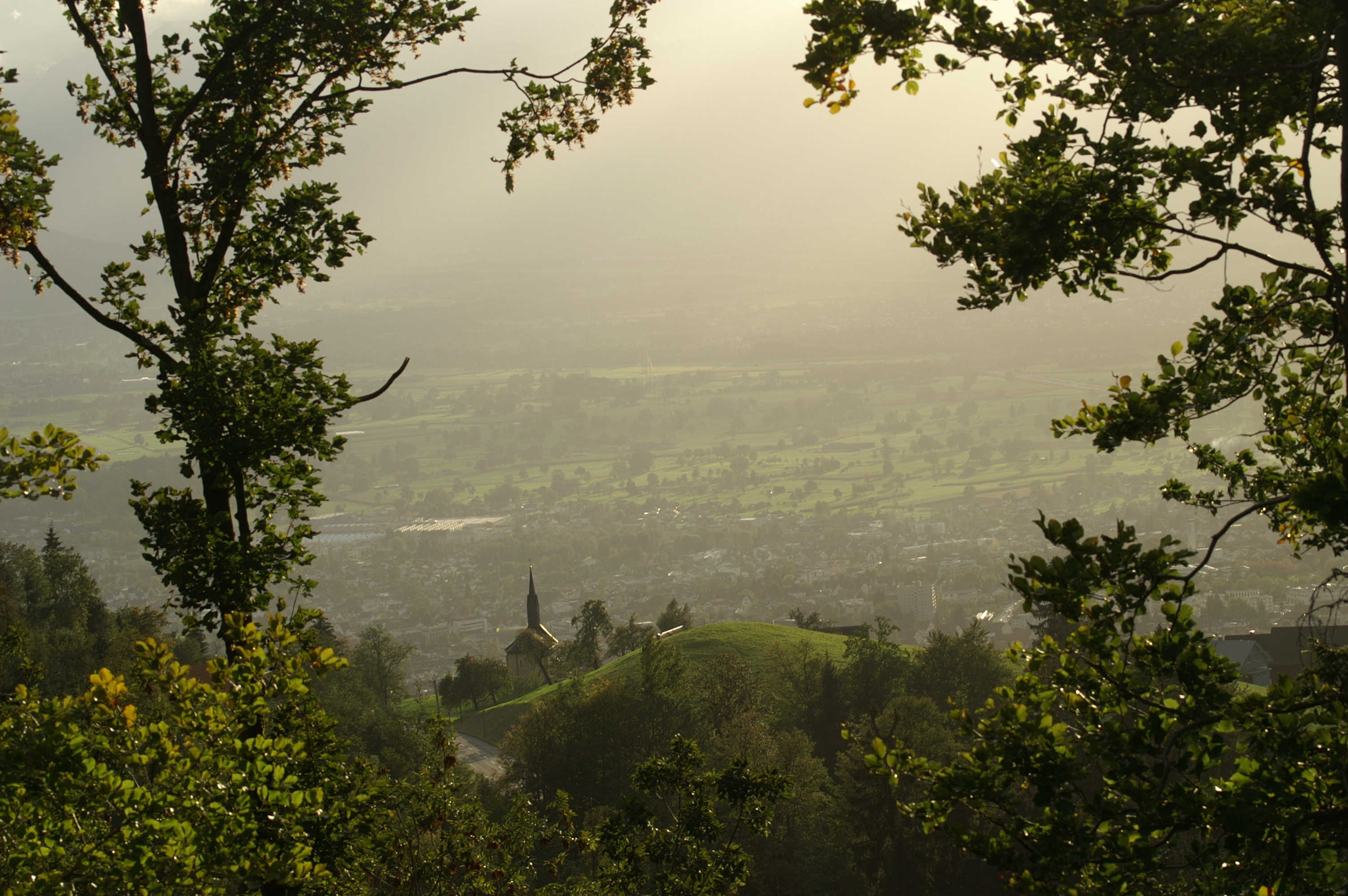
丘の上から見下ろす町が靄に霞んでいる

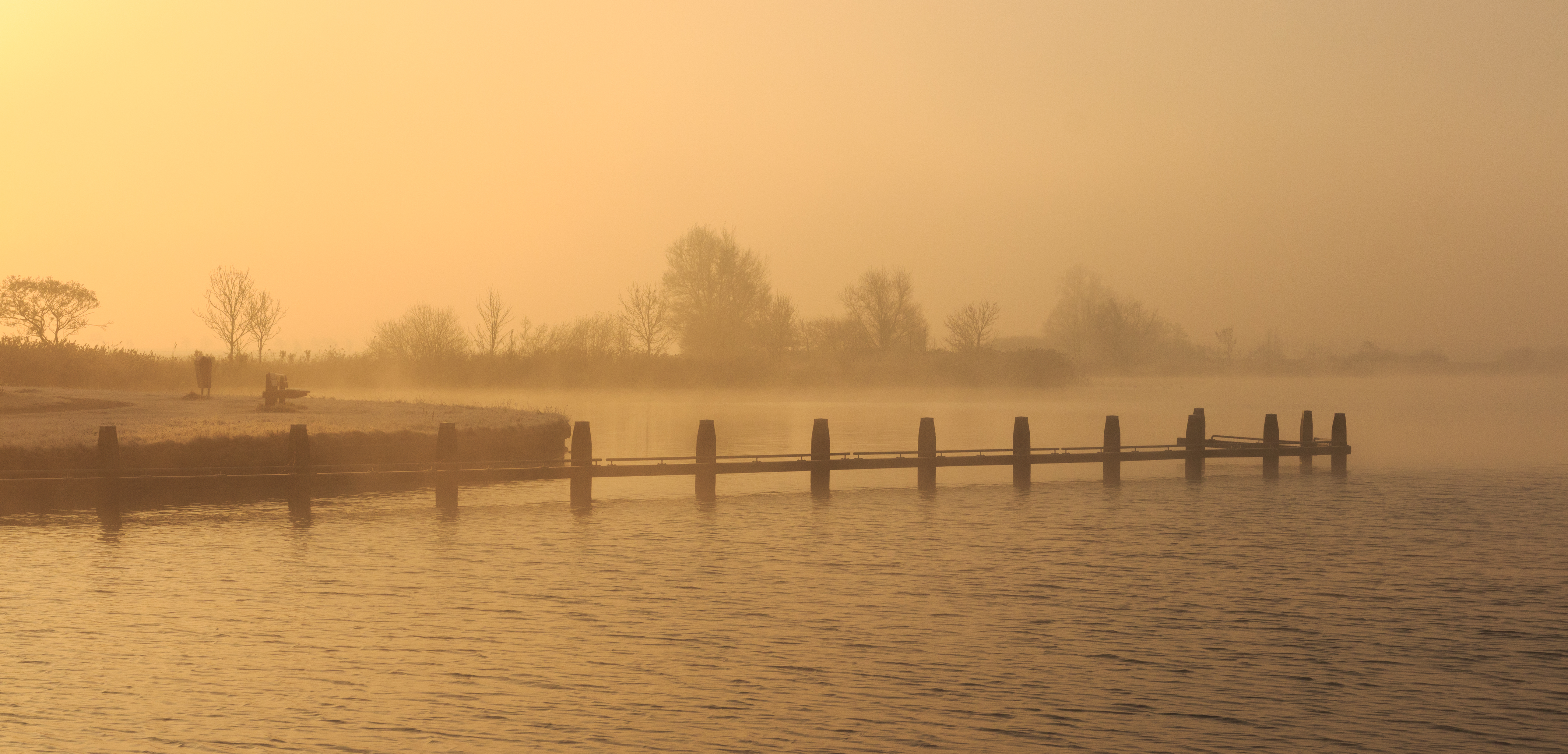
湖畔に浮か広がる朝靄

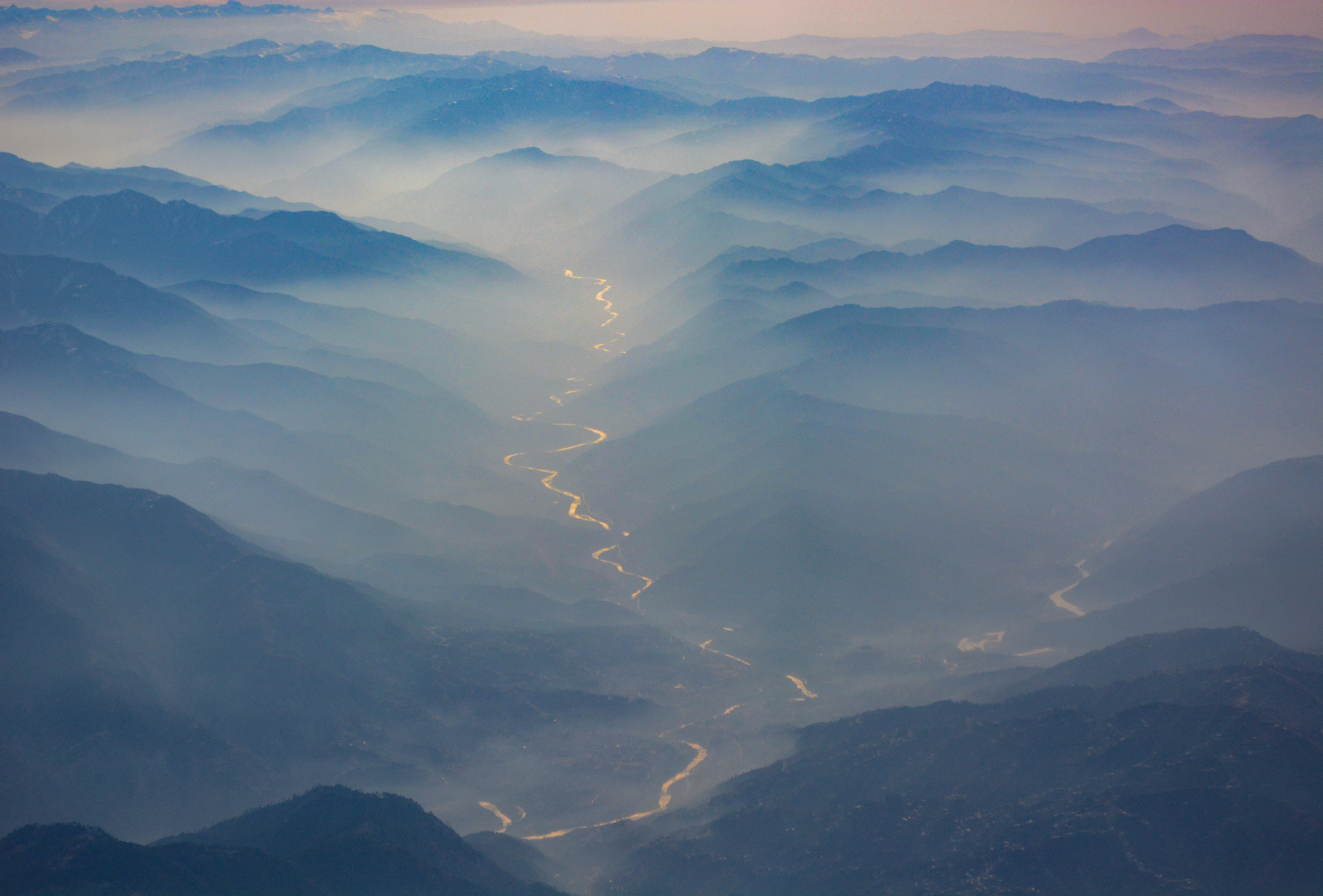
河谷に生じた靄、航空機から撮影

靄（もや）とは、空気中に浮遊する細かい水滴や吸湿性の微粒子により見通しが悪くなっている状態で、かつ視程 1 キロメートル（km）以上の場合をいう。ふつう、空気が灰色がかって見える。

## 特徴
靄のとき、相対湿度（湿度）は75%を上回ることが多いが、100%には達しない。これに対して霧は、湿度が100%に近い時に生じ、視程1 km未満の場合をいう。また、溶質の多い吸湿性の微粒子が多い靄に対し、霧は細かい水滴の粒子が多い。更に、灰色がかって薄い靄に対し、霧は白色で濃い。
実際には靄と霧は連続的で、湿度の高いときに霧と考え、視程により2つを判別する。なお、乾いた粒子が多い煙霧は湿度が75%を下回るときに生じることが多い。
靄の形成には湿った吸湿性の粒子が関与している。非吸湿性の粒子は、湿度100%を超える過飽和の空気で凝結核としてはたらき水滴を形成する。一方吸湿性の粒子は、水に溶けたときの蒸気圧降下の効果により、湿度100%未満の空気でも核となって微小な水滴を形成しうる。
ふつう、空気には凝結核となりうるさまざまな粒子が存在しており、湿度が高い状態が続くと吸湿性の粒子がはたらいて湿った粒子が増え、視程の低下により靄が発生する。
海塩粒子や燃焼由来の粒子には吸湿性の粒子が多い。
大気汚染物質（硫酸塩、硝酸塩その他の有機物、すす、土壌由来の微粒子など）は煙霧と同様に靄のもととなる。排出源から風に乗って拡散・移動し離れた地域で生じることがあり、中国大陸方面由来とみられる煙霧や靄が沖縄県で発生した例がある。
霧虹は靄においても生じる。

## 言葉
俗に「霞」と呼ばれる現象の中には、靄や霧にあたるものが多く含まれると考えられる。靄が漂う情景は寂しさと結び付けられることがあり、廃墟に靄が漂っている様子からできた慣用句「寒煙迷離」などもある。